# Corydoras
Corydoras là một chi cá nước ngọt thuộc họ Callichthyidae. Chi này còn được gọi là Chi cá chuột bao gồm các loài cá chuột. Nhiều loài trong chi này được ưa chuộng để nuôi làm cảnh vì kích cỡ nhỏ nhắn và màu sắc bắt mắt.

## Các loài
- Corydoras acrensis Nijssen, 1972 (Cá chuột Acre)
- Corydoras acutus Cope, 1872
- Corydoras adolfoi W. E. Burgess, 1982 (Cá chuột Adolfo)
- Corydoras aeneus T. N. Gill, 1858 (Cá chuột)
- Corydoras agassizii Steindachner, 1877 (Cá chuột đốm)
- Corydoras albolineatus Knaack, 2004
- Corydoras amandajanea Sands, 1995
- Corydoras amapaensis Nijssen, 1972 (Cá chuột Amapa)
- Corydoras ambiacus Cope, 1872 (Cá chuột đốm)
- Corydoras amphibelus Cope, 1872
- Corydoras apiaka Espindola, Spencer, L. R. Rocha & Britto, 2014 [1]
- Corydoras approuaguensis Nijssen & Isbrücker, 1983
- Corydoras araguaiaensis Sands, 1990
- Corydoras arcuatus Elwin, 1938 (Skunk corydoras)
- Corydoras areio Knaack, 2000
- Corydoras armatus Günther, 1868
- Corydoras atropersonatus S. H. Weitzman & Nijssen, 1970
- Corydoras aurofrenatus C. H. Eigenmann & C. H. Kennedy, 1903
- Corydoras axelrodi Rössel, 1962 (Pink corydoras)
- Corydoras baderi Geisler, 1969 - Synonym: C. oelemariensis
- Corydoras bicolor Nijssen & Isbrücker, 1967
- Corydoras bifasciatus Nijssen, 1972 (Twostripe corydoras)
- Corydoras bilineatus Knaack, 2002
- Corydoras blochi Nijssen, 1971 (Spotback corydoras)
- Corydoras boehlkei Nijssen & Isbrücker, 1982
- Corydoras boesemani Nijssen & Isbrücker, 1967
- Corydoras bondi Gosline, 1940 (Blackstripe corydoras)
- Corydoras breei Isbrücker & Nijssen, 1992
- Corydoras brevirostris Fraser-Brunner, 1947 - Synonym: C. melanistius brevirostris
- Corydoras britskii Nijssen & Isbrücker, 1983 (Britski's Catfish)
- Corydoras burgessi H. R. Axelrod, 1987
- Corydoras carlae Nijssen & Isbrücker, 1983
- Corydoras caudimaculatus Rössel, 1961 (Tailspot corydoras)
- Corydoras cervinus Rössel, 1962
- Corydoras cochui G. S. Myers & S. H. Weitzman, 1954 (Barredtail corydoras)
- Corydoras concolor S. H. Weitzman, 1961 (Concolor corydoras)
- Corydoras condiscipulus Nijssen & Isbrücker, 1980
- Corydoras copei Nijssen & Isbrücker, 1986
- Corydoras coppenamensis Nijssen, 1970 - Synonym: C. bondi coppenamensis
- Corydoras coriatae W. E. Burgess, 1997
- Corydoras crimmeni S. Grant, 1997
- Corydoras cruziensis Knaack, 2002
- Corydoras crypticus Sands, 1995
- Corydoras davidsandsi B. K. Black, 1987 (Sands's corydoras)
- Corydoras delphax Nijssen & Isbrücker, 1983 (False blochi catfish)
- Corydoras difluviatilis Britto & R. M. C. Castro, 2002
- Corydoras diphyes Axenrot & S. O. Kullander, 2003
- Corydoras duplicareus Sands, 1995 (Duplicate corydoras)
- Corydoras ehrhardti Steindachner, 1910 - Synonym: C. meridionalis
- Corydoras elegans Steindachner, 1876 (Cá chuột voi) - Synonym: C. pestai
- Corydoras ellisae Gosline, 1940
- Corydoras ephippifer Nijssen, 1972 (Saddle corydoras)
- Corydoras eques Steindachner, 1876
- Corydoras esperanzae D. M. Castro, 1987
- Corydoras evelynae Rössel, 1963
- Corydoras filamentosus Nijssen & Isbrücker, 1983
- Corydoras flaveolus R. Ihering (pt), 1911
- Corydoras fowleri J. E. Böhlke, 1950
- Corydoras garbei R. Ihering (pt), 1911
- Corydoras geoffroy Lacépède, 1803 - Synonym: C. octocirrus
- Corydoras geryi Nijssen & Isbrücker, 1983 - Synonym: C. bolivianus
- Corydoras gladysae Calviño & Felipe Alonso, 2010
- Corydoras gomezi D. M. Castro, 1986
- Corydoras gossei Nijssen, 1972 (Palespotted corydoras)
- Corydoras gracilis Nijssen & Isbrücker, 1976
- Corydoras griseus Holly, 1940 (Grey corydoras)
- Corydoras gryphus Tencatt, Britto & Pavanelli, 2014 [2]
- Corydoras guapore Knaack, 1961 (Guapore corydoras)
- Corydoras guianensis Nijssen, 1970
- Corydoras habrosus S. H. Weitzman, 1960 (Salt and pepper catfish)
- Corydoras haraldschultzi Knaack, 1962 (Mosaic corydoras)
- Corydoras hastatus C. H. Eigenmann & R. S. Eigenmann, 1888 (Dwarf corydoras) - Synonym: C. australe
- Corydoras heteromorphus Nijssen, 1970
- Corydoras imitator Nijssen & Isbrücker, 1983 (Imitator corydoras)
- Corydoras incolicana W. E. Burgess, 1993
- Corydoras isbrueckeri Knaack, 2004
- Corydoras julii Steindachner, 1906 (Leopard corydoras)
- Corydoras kanei S. Grant, 1998
- Corydoras lacerdai Hieronimus, 1995
- Corydoras lacrimostigmata Tencatt, Britto & Pavanelli, 2014 [3]
- Corydoras lamberti Nijssen & Isbrücker, 1986
- Corydoras latus N. E. Pearson, 1924
- Corydoras leopardus G. S. Myers, 1933 - Synonym: C. funnelli
- Corydoras leucomelas C. H. Eigenmann & W. R. Allen, 1942 (False spotted catfish) - Synonym: C. caquetae
- Corydoras longipinnis Knaack, 2007 [4]
- Corydoras loretoensis Nijssen & Isbrücker, 1986
- Corydoras loxozonus Nijssen & Isbrücker, 1983
- Corydoras lymnades Tencatt, Vera Alcaraz, Britto & Pavanelli, 2013 [5]
- Corydoras maculifer Nijssen & Isbrücker, 1971 (Dotted corydoras)
- Corydoras mamore Knaack, 2002
- Corydoras melanistius Regan, 1912 (Bluespotted corydoras) - Synonym: C. wotroi
- Corydoras melanotaenia Regan, 1912 (Green gold catfish)
- Corydoras melini Lönnberg & Rendahl (de), 1930 (Bandit corydoras)
- Corydoras metae C. H. Eigenmann, 1914 (Masked corydoras)
- Corydoras micracanthus Regan, 1912
- Corydoras microcephalus Regan, 1912
- Corydoras multimaculatus Steindachner, 1907
- Corydoras nanus Nijssen & Isbrücker, 1967 (Little corydoras)
- Corydoras napoensis Nijssen & Isbrücker, 1986
- Corydoras narcissus Nijssen & Isbrücker, 1980
- Corydoras nattereri Steindachner, 1877 (Blue corydoras) - Synonyms: C. juquiaae & C. nattereri triseriatus
- Corydoras negro Knaack, 2004
- Corydoras nijsseni Sands, 1989 (Nijssen's corydoras) - Synonym: C. elegans nijsseni
- Corydoras noelkempffi Knaack, 2004
- Corydoras oiapoquensis Nijssen, 1972
- Corydoras ornatus Nijssen & Isbrücker, 1976
- Corydoras orphnopterus S. H. Weitzman & Nijssen, 1970
- Corydoras ortegai Britto, F. C. T. Lima & Hidalgo, 2007
- Corydoras osteocarus J. E. Böhlke, 1951
- Corydoras ourastigma Nijssen, 1972
- Corydoras oxyrhynchus Nijssen & Isbrücker, 1967
- Corydoras paleatus Jenyns, 1842 (Peppered corydoras) - Synonyms: C. maculatus, C. marmoratus, Silurus quadricostatus & Silurus 7-radiatus
- Corydoras panda Nijssen & Isbrücker, 1971 (Panda corydoras)
- Corydoras pantanalensis Knaack, 2001
- Corydoras paragua Knaack, 2004
- Corydoras parallelus W. E. Burgess, 1993
- Corydoras pastazensis S. H. Weitzman, 1963 (Pastaza corydoras) - Synonym: C. pastazensis orcesi
- Corydoras paucerna Knaack, 2004
- Corydoras petracinii Calviño & Felipe Alonso, 2010
- Corydoras pinheiroi Dinkelmeyer, 1995
- Corydoras polystictus Regan, 1912 - Synonym: C. virescens
- Corydoras potaroensis G. S. Myers, 1927
- Corydoras pulcher Isbrücker & Nijssen, 1973 (Pretty corydoras)
- Corydoras punctatus Bloch, 1794 (Spotfin corydoras)
- Corydoras pygmaeus Knaack, 1966 (Cá chuột nhỏ)
- Corydoras rabauti La Monte, 1941 (Rusty corydoras) - Synonym: C. myersi
- Corydoras reticulatus Fraser-Brunner, 1938 (Reticulated corydoras)
- Corydoras reynoldsi G. S. Myers & S. H. Weitzman, 1960
- Corydoras robineae W. E. Burgess, 1983 (Bannertail corydoras)
- Corydoras robustus Nijssen & Isbrücker, 1980
- Corydoras sanchesi Nijssen & Isbrücker, 1967
- Corydoras saramaccensis Nijssen, 1970
- Corydoras sarareensis Dinkelmeyer, 1995
- Corydoras schwartzi Rössel, 1963 (Cá chuột Schwartz)
- Corydoras semiaquilus S. H. Weitzman, 1964
- Corydoras septentrionalis Gosline, 1940 - Synonym: C. cortesi
- Corydoras serratus Sands, 1995
- Corydoras seussi Dinkelmeyer, 1996
- Corydoras similis Hieronimus, 1991
- Corydoras simulatus S. H. Weitzman & Nijssen, 1970
- Corydoras sipaliwini Hoedeman, 1965
- Corydoras sodalis Nijssen & Isbrücker, 1986 (False network catfish)
- Corydoras solox Nijssen & Isbrücker, 1983
- Corydoras spectabilis Knaack, 1999
- Corydoras spilurus Norman, 1926 (Pinkthroat corydoras)
- Corydoras splendens Castelnau, 1855 (Cá chuột Emerald)
- Corydoras steindachneri Isbrücker & Nijssen, 1973 (Paraná corydoras)
- Corydoras stenocephalus C. H. Eigenmann & W. R. Allen, 1942
- Corydoras sterbai Knaack, 1962 (Sterba's corydoras)
- Corydoras surinamensis Nijssen, 1970
- Corydoras sychri S. H. Weitzman, 1960 (Sychr's catfish)
- Corydoras treitlii Steindachner, 1906 (Longsnout corydoras)
- Corydoras trilineatus Cope, 1872 (Cá chuột ba đốm) - Synonyms: C. episcopi, C. dubius
- Corydoras tukano Britto & F. C. T. Lima, 2003
- Corydoras undulatus Regan, 1912
- Corydoras urucu Britto, Wosiacki & Montag, 2009
- Corydoras virginiae W. E. Burgess, 1993 (Miguelito corydoras)
- Corydoras vittatus Nijssen, 1971 - Synonym: C. blochi vittatus
- Corydoras weitzmani Nijssen, 1971 (Twosaddle corydoras)
- Corydoras xinguensis Nijssen, 1972 (Xingu corydoras)
- Corydoras zygatus C. H. Eigenmann & W. R. Allen, 1942 (Black band catfish)
- †Corydoras revelatus Cockerell, 1925 Fossil species from the Late Paleocene